# Calotelea amabilis
Calotelea amabilis är en stekelart som först beskrevs av Alan Parkhurst Dodd 1913.  Calotelea amabilis ingår i släktet Calotelea och familjen Scelionidae. Inga underarter finns listade.